# Residualeinkommenselastizität
Die Residualeinkommenselastizität gibt an, um wie viel das nach Steuerabzug verbleibende Einkommen (Residualeinkommen) zunimmt, wenn das zu versteuernde Einkommen um 1 % steigt.
Dabei ist das Residualeinkommen R die Differenz zwischen dem zu versteuerndem Einkommen Y und dem Steuerbetrag T(Y):
{\displaystyle R=Y-T(Y)}
Die mathematische Definition für die Residualeinkommenselastizität {\displaystyle \rho } lautet:
{\displaystyle \rho (Y)={\frac {dR}{dY}}\cdot {\frac {Y}{R}}={\frac {d(Y-T(Y))}{dY}}\cdot {\frac {Y}{Y-T(Y)}}}
Ein progressiver Tarif ist residualunelastisch, weil {\displaystyle \rho (Y)<1} ist.
Die Residualeinkommenselastizität kann auch mittels Grenzsteuersatz und Durchschnittssteuersatz  ausgedrückt werden.
{\displaystyle \rho (Y)=(1-{\frac {dT(Y)}{dY}})\cdot {\frac {1}{1-{\frac {T(Y)}{Y}}}}={\frac {1-{\frac {dT(Y)}{dY}}}{1-{\frac {T(Y)}{Y}}}}={\frac {1-{\text{Grenzsteuersatz}}}{1-{\text{Durchschnittssteuersatz}}}}}
mit
- {\displaystyle Y}: Zu versteuerndes Einkommen
- {\displaystyle T}: Einkommensteuer
- {\displaystyle R=Y-T(Y)}: Residualeinkommen